# Sundathelphusa urichi
Sundathelphusa urichi is een krabbensoort uit de familie van de Gecarcinucidae. De wetenschappelijke naam van de soort is voor het eerst geldig gepubliceerd in 1996 door Ng & Sket.